# Soldatmossen
Soldatmossen este o arie protejată (arie specială de conservare — SAC, sit de importanță comunitară — SCI) din Suedia întinsă pe o suprafață de 48,4 ha, integral pe uscat.

## Localizare
Centrul sitului Soldatmossen este situat la coordonatele 57°03′22″N 15°08′56″E / 57.0562°N 15.1488°E.

## Înființare
Situl Soldatmossen a fost declarat sit de importanță comunitară în mai 2001 pentru a proteja un număr necunoscut de specii din flora spontană și fauna sălbatică aflate în arealul zonei. Situl a fost protejat și ca arie specială de conservare în martie 2011.

## Biodiversitate
Situată în ecoregiunea boreală, aria protejată conține 4 habitate naturale: Mlaștini împădurite, Mlaștini turboase de tranziție și turbării mișcătoare, Turbării active, Taiga vestică.
La baza desemnării sitului se află un număr nedeclarat de specii protejate.